# Gaylussacia harleyi
Gaylussacia harleyi là một loài thực vật có hoa trong họ Thạch nam. Loài này được Kin.-Gouv. mô tả khoa học đầu tiên năm 1995.